# チェルケシア

チェルケシア
Адыгэ Хэку

国の標語: "Псэм ипэ напэ!"

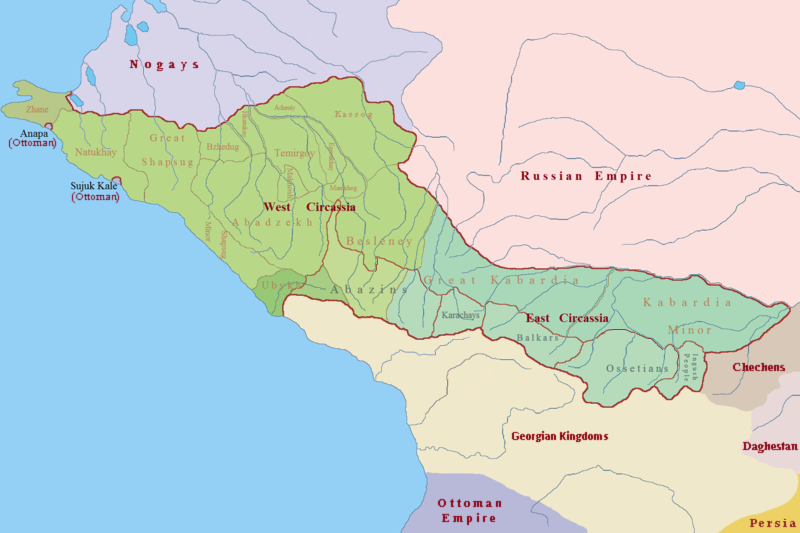
1750年のチェルケシア

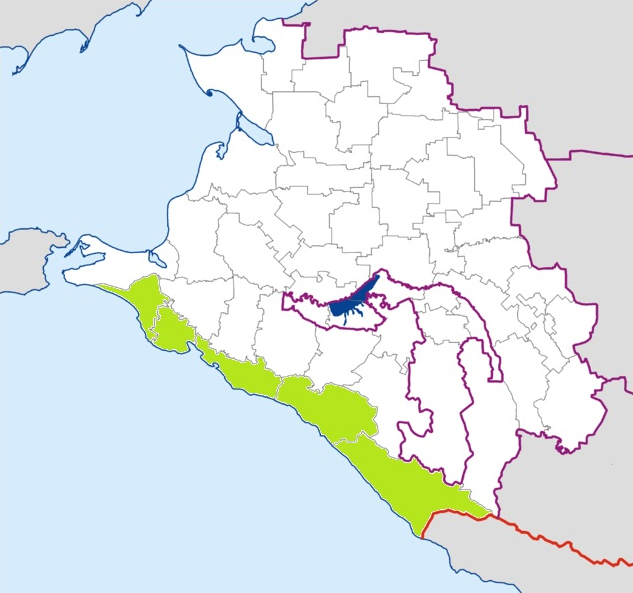
チェルケス海岸

チェルケシア、チェルカシア、チェルケス国、サーカシア（英語: Circassia、ロシア語: Черкесия、アディゲ語: Адыгэ Хэку、グルジア語: ჩერქეზეთი、 アラビア語: شيركاسيا）は現在のロシア南部、黒海のチェルケス海岸からカフカス山脈にそって存在した国。

## 概要
国家連合だった。チェルケス語を話し、首都はソチ。イスラム教、キリスト教、民族宗教を信仰していた。

## 歴史
中世のチェルケシアについては、スルタニア大司教ジョン・ド・ガロニフォンティブスが書いた『世界知識書』（1404年）が最も詳しい情報源である。
1500年ごろに成立し、コーカサス戦争や1864年のロシア・チェルケス戦争で滅び、ロシアはチェルケス人虐殺でチェルケス人をオスマン帝国に追いやった。